# 윤덕원
윤덕원(1982년 9월 28일 ~ )은 대한민국의 가수로 모던 록 밴드 브로콜리 너마저의 보컬이자 베이시스트이다.

## 이력
- 브로콜리 너마저 (2005~현재)
- 술탄 오브 더 디스코 (2006)

## 음반

### 정규 앨범
- 1집 흐린 길 (2014)

### 비정규 앨범
- 싱글 《흐린 길》 (2014)
- 싱글 《비겁맨》 (2014)
- 싱글 《순정에 반하다 OST Part 3》 (2015)
- 싱글 《축의금》 (2015)
- 싱글 《두 계절》 (2016)
- 싱글 《왜죠》 (2016)
- EP 《농담》 (2017)

### 컬래버레이션 앨범
- 싱글 《Moment》 & 수지 (2012)
- 싱글 《Ten Years After : 첫 번째 조우 (Pastel Music 10th Anniversary)》 & 심규선 (2012)

## 출연작

### 라디오 프로그램(진행, 출연)
- 2015년 1월 5일 ~ 2016년 2월 26일 EBS FM 《시 콘서트》 진행자
- 2015년 : EBS FM 《EBS 책 읽는 라디오 낭독 시리즈》
- JTBC 차이나는 클라스 - 질문 있습니다
- JTBC : 싱어게인2